# Mason (Virgínia Ocidental)
Mason é uma cidade  localizada no estado norte-americano de Virgínia Ocidental, no Condado de Mason.

## Demografia
Segundo o censo norte-americano de 2000, a sua população era de 1064 habitantes.
Em 2006, foi estimada uma população de 1047, um decréscimo de 17 (-1.6%).

## Geografia
De acordo com o United States Census Bureau tem uma área de
1,4 km², dos quais 1,4 km² cobertos por terra e 0,0 km² cobertos por água. Mason localiza-se a aproximadamente 469 m acima do nível do mar.

## Localidades na vizinhança
O diagrama seguinte representa as localidades num raio de 8 km ao redor de Mason.